# 三橋鷹女

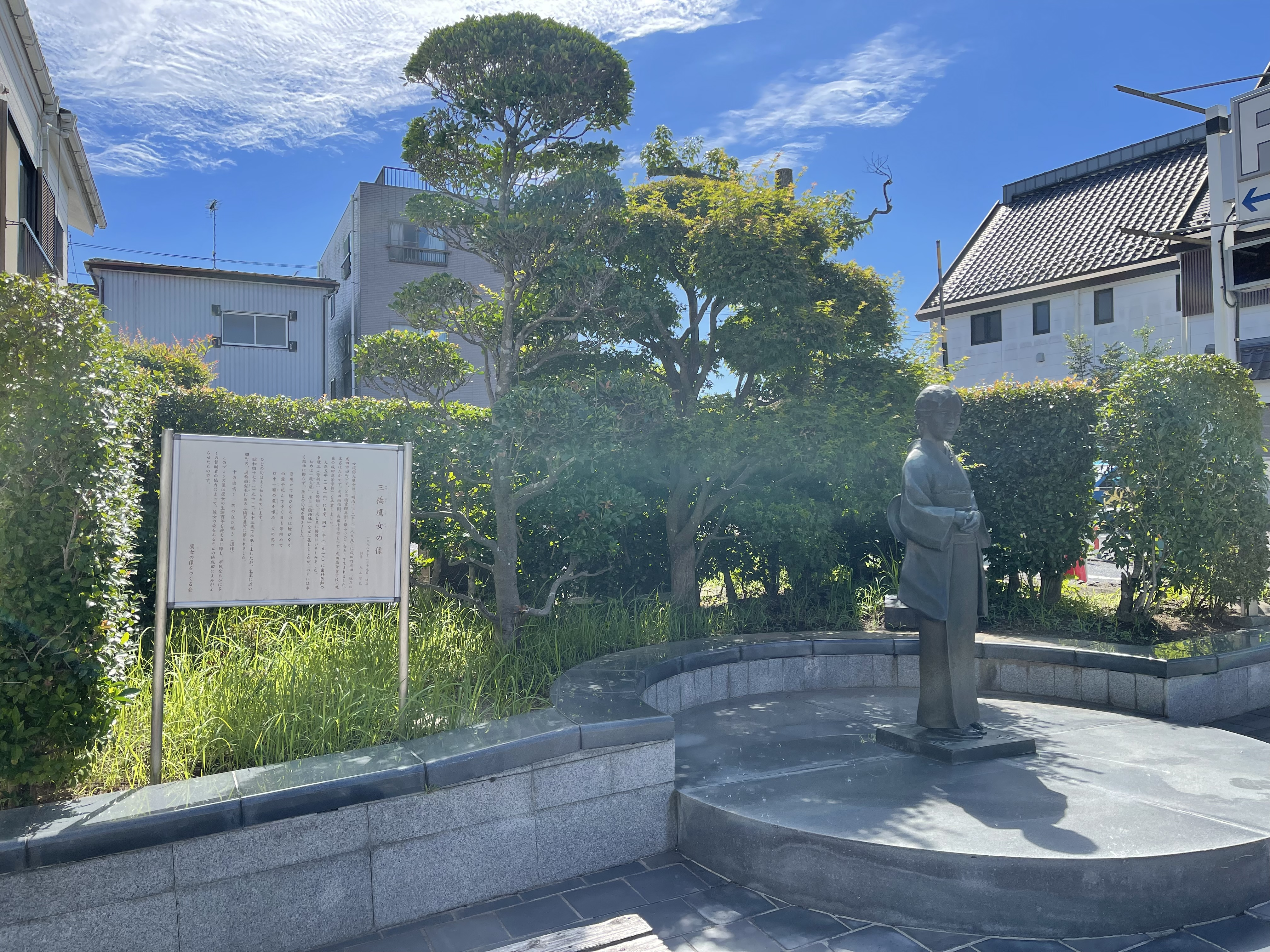
三橋鷹女の像（成田市）

三橋 鷹女（みつはし たかじょ、1899年12月24日 - 1972年4月7日）は、千葉県出身の俳人。本名・たか子。幼名・文子。旧号・東文恵。原石鼎、小野蕪子に師事。戦後、新興俳句系の「俳句評論」等に関わる。口語を駆使した奔放な作風を開拓し、昭和期に活躍した代表的な女性俳人として中村汀女・星野立子・橋本多佳子とともに四Tと呼ばれた。

## 経歴
成田町（現成田市）に、助役として町の発展に貢献した三橋重郎兵衛の末子として生まれる。江戸時代後期の歌人神山魚貫と姻戚関係にある三橋家は代々和歌を嗜んでおり、鷹女は色紙や短冊や扇面などが貼り並べられた屏風を眺めながら育った。
1916年、成田高等女学校（現・成田高等学校）を卒業後、上京して次兄・慶次郎の元に寄寓。慶次郎が若山牧水、与謝野晶子に師事する歌人であったため、この影響で鷹女も作歌をはじめる。1922年、剣三の俳号を持つ俳人であった歯科医師・東謙三と結婚、俳句の手ほどきを受ける。1929年、謙三とともに原石鼎の「鹿火屋」に入会し原に師事。1934年、夫とともに「鹿火屋」退会、小野蕪子の「鶏頭陣」に入会。『鶏頭陣』1933（昭和8）年7月号で俳号を東鷹女としている。1936年「紺」創刊に参加し、女流俳句欄の選者を担当。1938年、夫ともに「鶏頭陣」を退会。
1942年、長兄の病死により、東家を廃し三橋家を継ぐ。以後三橋姓。1953年、高柳重信の誘いを受けて富沢赤黄男の「薔薇」に参加、1958年、同誌の後継誌「俳句評論」に参加。1967年、「俳句評論」を辞す。1969年、湊陽一郎と同人誌「羊歯」を創刊するが、同年10号で「羊歯」を辞し、「俳句評論」顧問となる。1972年4月7日死去。戒名は善福院佳詠鷹大姉。

## 作品
代表的な句に、
- ひるがほに電流かよひゐはせぬか
- みんな夢雪割草が咲いたのね
- 夏痩せて嫌ひなものは嫌ひなり
- この樹登らば鬼女となるべし夕紅葉
- 深追いの恋はすまじき沈丁花
- 虹消えて了へば還る人妻に
- 春の夢みてゐて瞼ぬれにけり
- 白露や死んでゆく日も帯締めて
- 千万年後の恋人ヘダリヤ剪る
- 百日紅何年後は老婆たち
- 木菟やさみしきときは莨（たばこ）喫ふ
- 寒木に耳あてて何を聴かうとする
- 鞦韆（しゅうせん）は漕ぐべし愛は奪ふべし[注釈 1]

などがある。写生の方法に拠らず、自在な口語表現・新興俳句の詩的表現などを駆使して女性の情念を詠む前衛的な句風で、当時の女性俳人の中でも異色の存在として知られ、「四T」内でも表現の激しさと前衛性において突出した存在であった。晩年は孤独と幽玄の度合いを深め、「老いながらつばきとなつて踊りけり」「墜ちてゆく　燃ゆる冬日を股挟み」といった鬼気迫る句も残している。句集に『向日葵』『魚の鰭』『白骨』『羊歯地獄』『橅』などがあり、没後『三橋鷹女全句集』『三橋鷹女全集』も出ている。

## 銅像
小川国彦ほか地元有志らにより1998年に等身大の像が建立され、成田山参道の薬師堂前に置かれている。